# Wiadomości Radia Zet
Wiadomości Radia Zet – serwis informacyjny nadawany od 1990 roku w Radiu Zet. 
Za czasów Radia Gazety serwis nazywał się „Wiadomości”.

## Formuła
Wiadomości Radia Zet emitowane są codziennie co godzinę przez całą dobę. Od poniedziałku do soboty są także skróty, trwające około minuty, o 6.30 i 7.30, a od poniedziałku do piątku o 5.30, 8.30, 15.30, 16.30, 17.30 i 18.30.
W wydaniach między 6.00 i 23.00 serwis zaczyna się wejściem DJ-a, który zapowiada program i prezentera serwisu, potem następuje forszpan zawierający trzy najważniejsze tematy, a następnie emitowany jest dżingiel „Minęła właśnie (…) w Radiu ZET”, otwierający główną część serwisu, w którym DJ lub prezenter serwisu podaje aktualną godzinę.
Wydania między 0.00 i 5.00 są pozbawione forszpanu, rozpoczynają się dżinglem „Minęła właśnie (…)”.

## Prezenterzy
Audycje prowadzą:

### Wiadomości Radia Zet

#### Dzienne wydania
- Andrzej Kocjan (od 1997)
- Lucyna Płużyczka (od 2000)
- Anna Kowalczyk (2005-2018, od 2020)
- Paula Michalik (od 2012)
- Krzysztof Kiryczuk (od 2014)
- Michał Adamiuk (od 2014)
- Aleksandra Ratusznik (od 2017)
- Dariusz Klimczak (od 2018)
- Mikołaj Gronet (od 2022)
- Iwona Kutyna (od 2023)
- Marcin Grzebielucha (od 2024)
- Idalia Tomczak (od 2025)

#### Nocne wydania
- Krzysztof Białkowski (od 2004)
- Michał Krasucki (od 2018)

### Wiadomości ekonomiczne
- prowadzący Wiadomości od 11 do 14 (od poniedziałku do piątku)

### Wiadomości kulturalne
- prowadzący poranne Wiadomości (wydanie o 12:00)
- prowadzący wieczorne Wiadomości (wydanie o 19:00)

### Wiadomości sportowe
- Mikołaj Kruk (2012-2017, od 2019)
- Marcin Powideł (od 2017)
- Krzysztof Wilanowski (od 2019)
- Mateusz Ligęza

### Wiadomości drogowe
- Anna Kowalczyk (od 2018)
- Dariusz Klimczak (od 2018)
- Mikołaj Gronet
- Maciej Trojanowski

### Byli prezenterzy
- Piotr Marciniak (1997–2000)[2]
- Sławomir Mierzejewski (1994–2024)[3]
- Anita Kurosad (2000–2005, 2015–2022)
- Jarosław Kuźniar (2001–2006)[4]
- Jacek Gratkiewicz (2009–2018)[5]
- Paweł Nadrowski (2017–2022)[6]
- Paweł Orlikowski (2014–2018)[5]
- Tamara Pawlik-Lipska (2016–2022)[7]
- Justyna Pochanke (1995–2001)[8]
- Marek Smółka (2009–2018)[5]
- Izabela Szumielewicz (2000–2016)[9]
- Małgorzata Świtała (2001–2005)[10]
- Paulina Waleszczak (2020–2022)[11]
- Małgorzata Żochowska (2022–2024)[12]